# Simca Vedette
La Vedette era un'autovettura di fascia alta prodotta dal 1954 al 1961 dalla Casa automobilistica francese SIMCA.

## Storia e profilo

### Genesi e debutto
La Simca Vedette nacque dalle ceneri dell'unico modello proposto dalla Ford SAF (ossia la filiale francese della Ford) nell'immediato dopoguerra, vale a dire la Ford Vedette. Quest'ultima, ripresa a sua volta da un vecchio progetto risalente a subito prima dello scoppio della seconda guerra mondiale, stava stentando a raccogliere successi, sia per le sue soluzioni tecniche che cominciavano a risultare superate, sia per i consumi esorbitanti del suo motore V8, un propulsore dall'architettura divenuta oramai una consuetudine per il mercato USA, ma non di certo per le tasche della potenziale clientela europea.

Nel 1952, subito dopo il marcato aggiornamento alla gamma della Ford Vedette, i vertici della Ford SAF si misero subito al lavoro per trovare una valida sostituta a tale modello. A sostegno di tale impresa, al direttore generale della Ford SAF, François Lehideux, venne affiancato Francis C. Reith, un americano che a Dearborn era conosciuto come uno dei più fidati collaboratori del patron Henry Ford II. Giunto a Poissy nel dicembre del 1952, questi iniziò un'indagine di mercato atta a verificare se una vettura come la Ford Vedette potesse in effetti incontrare i gusti del pubblico europeo. Dopo alcuni confronti con modelli concorrenti (primo fra tutti la Citroën Traction Avant, vettura non di certo moderna nel 1952, ma le cui vendite erano ancora coronate da successo), si convinse che anche la Vedette potesse raccogliere consensi nel Vecchio Continente. A questo punto accadde una sorta di rivoluzione all'interno dello Stato Maggiore della Ford SAF: dopo aver inviato il suo rapporto a Henry Ford II, Reith venne messo a capo della succursale francese della Ford a discapito di Lehideux, che di lì a un anno diede le dimissioni.

Nel frattempo, la carrozzeria Chausson di Genevilliers (un sobborgo di Parigi) sottopose alla Ford SAF un modello in scala reale di quella che avrebbe potuto essere la nuova Vedette, ma le linee non piacquero e la proposta fu scartata. Qualche tempo dopo, anche la carrozzeria Facel-Métallon (primo germe da cui sarebbe nata la sfortunata epopea del marchio Facel Vega) realizzò un nuovo modello, questa volta in scala 1/5 e realizzato interamente in legno. Secondo le proposte della carrozzeria diretta da Jean Daninos, la vettura avrebbe dovuto montare il V8 da 2.4 litri già montato sulla Ford Comète. In realtà, come già accadde in occasione del progetto che avrebbe portato alla realizzazione della prima Ford Vedette, anche in questo caso i vertici Ford si persero in incertezze, la più marcata delle quali fu quella relativa alla possibilità di continuare con una vettura di fascia alta come poteva essere appunto la Vedette, oppure di realizzare una vettura di fascia medio-bassa, della classe fiscale 7CV, secondo gli standard francesi (quindi una vettura con motore da 1.3 litri circa). Infatti, tra i disegni proposti dall'ufficio studi della Ford SAF vi fu anche quello di una Ford compatta, lunga 3.84 m e dotata di ruota di scorta alloggiata all'esterno del baule posteriore. Non mancarono, però, anche disegni relativi a una vettura di fascia superiore, più adatta a riprendere il testimone della prima Ford Vedette. Alla fine si decise di ripiegare su quest'ultima soluzione poiché quella della Ford compatta (che secondo alcune fonti avrebbe dovuto chiamarsi Merkur) avrebbe comportato investimenti ben superiori. Ma la Merkur, così come venne disegnata, aveva in sé alcuni dei tratti che avrebbero caratterizzato il corpo vettura del nuovo modello, specialmente nel disegno dei parafanghi anteriori.

Fu nuovamente la carrozzeria Chausson a ricevere l'incarico di realizzare la carrozzeria della nuova vettura, a partire da un modellino in gesso in scala 3/8 giunto all'atelier di Genevillers direttamente da Dearborn (dove Reith era tornato poco tempo prima per alcuni giorni, giusto per discutere e fissare i punti del nuovo progetto). Contemporaneamente il reparto design interno alla Ford SAF si occupò di realizzare eventuali varianti di carrozzeria sulla stessa base. Nel corso del 1953 si lavorò alla realizzazione del prototipo, mentre le vendite della Vedette al momento in produzione continuarono a far registrare risultati deludenti. Alla fine del 1953 un secondo prototipo, più riuscito, venne realizzato. Gli fecero seguito altri due prototipi nei primi mesi del 1954. Il progetto destinato alla nuova Ford Vedette terminò ufficialmente il 30 maggio del 1954, mentre la catena di montaggio fu inaugurata tre mesi dopo, il 1º settembre. Ma nel frattempo, la salute economica della Ford SAF aveva subito altri colpi pesanti e il suo pacchetto azionario dovette essere ceduto alla SIMCA, interessata a rilevare il progetto della Vedette per estendere verso l'alto la sua gamma di modelli. L'assorbimento della Ford SAF da parte della Simca fu una decisione sofferta, peraltro poco sbandierata dalla Ford stessa, che pensò maggiormente a celebrare il debutto del nuovo modello: nel settembre del 1954, due mesi dopo l'entrata della Simca nel capitale della Ford SAF, la nuova Vedette venne presentata alla stampa. Venti giorni dopo si aprì il nuovo Salone di Parigi, dove la nuova Vedette venne presentata, ancora con marchio Ford e nello stand Ford France.

Dopo la fine del Salone di Parigi, Simca entrò maggiormente nel capitale della Ford SAF ed entro la fine dell'anno la Casa di Nanterre entrò in possesso dello stabilimento di Poissy, dove le Vedette avevano da poco cominciato a essere prodotte. Da quel momento in poi, la Ford SAF concluse ufficialmente la sua esistenza come marchio automobilistico e la tanto sbandierata Vedette II venne prodotta con il marchio Simca.

#### Caratteristiche

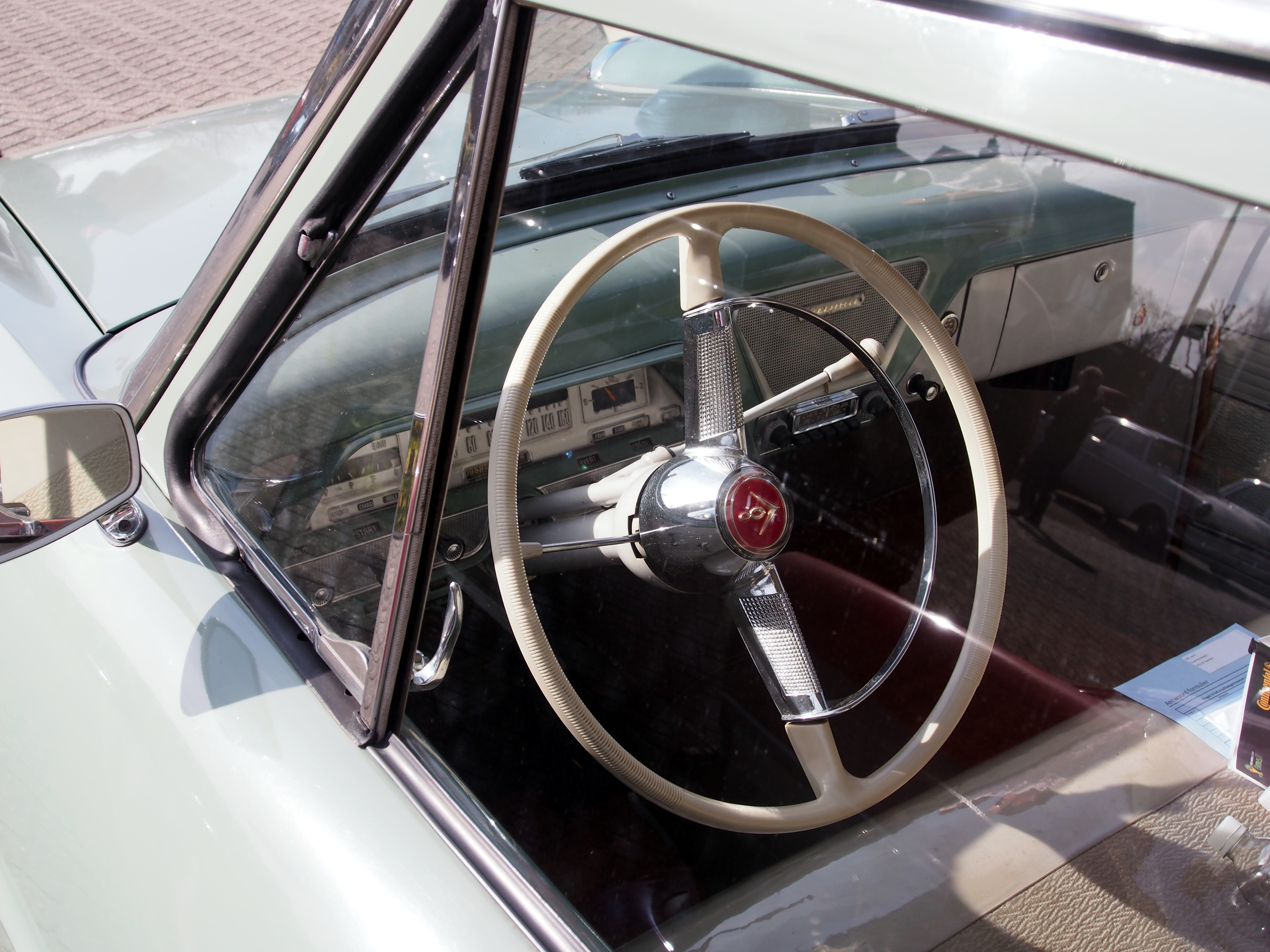
Gli interni

Caratterizzata da una linea più moderna rispetto alla precedente Vedette con marchio Ford, la Simca Vedette proponeva in ogni caso un corpo vettura di chiara origine americana: le sue forme massicce e imponenti, il frontale dominato dalla grande calandra ovale sviluppata su tutta la larghezza del muso e corredata da due fari supplementari agli angoli, la coda caratterizzata dalla presenza di pinne e la carrozzeria a tre volumi che giusto in quegli anni stava cominciando a diffondersi, costituivano un filo diretto tra le caratteristiche della produzione americana e quelle della produzione europea.

Ma è dal punto di vista della struttura generale che la Simca Vedette propose la novità saliente: si trattava della prima Simca (anche se come abbiamo visto, il progetto è stato interamente di origine Ford) a scocca portante, una soluzione dettata dall'esigenza di avere una struttura più leggera e allo stesso tempo più rigida. E in effetti, sotto quest'ultimo punto di vista, la Simca Vedette riusciva a essere addirittura più rigida del 40% rispetto alle migliori vetture d'oltreoceano, sempre a scocca portante. Tra le altre novità va segnalato l'avantreno MacPherson dalla geometria perfezionata, lo stesso che in quegli anni veniva montato sulle Ford Zephyr prodotte in Inghilterra. Per il resto, la Simca Vedette risultava simile in tutto e per tutto alla vecchia Ford Vedette, sia per il retrotreno ad assale rigido con balestre semiellittiche, sia per il motore V8 a valvole laterali, in questo caso un'unità da 2351 cm³, già montata sulle prime Ford Comète e in grado di erogare una potenza massima di 80 CV. Questo motore era noto presso la Simca come motore Aquilon. Quanto alla trasmissione, essa avveniva mediante il solito cambio manuale a 3 marce, mentre l'impianto frenante era costituito da quattro freni a tamburo. Proprio quello dei freni fu un aspetto che evidenziava alcuni dei limiti della Vedette, dovuti sicuramente alle soluzioni tecniche oramai decisamente superate, ma ancora ostinatamente sostenute dalla Ford SAF in fase di progetto. Infatti, la Simca Vedette montava degli esili cerchi da 13 pollici, il che costrinse all'utilizzo di piccoli tamburi da appena 229 mm di diametro, con tutti i rischi che ne potevano derivare quando si fosse trattato di effettuare frenate d'emergenza. Tutto ciò, unito a uno sterzo estremamente sensibile alle irregolarità del fondo stradale e a un avantreno la cui geometria sarebbe stata sì destinata a incontrare una grande diffusione, ma che nel frattempo stava mostrando tutti i suoi difetti di gioventù, fu il motivo per cui la Simca Vedette risultò una vettura tutt'altro che sicura, sebbene fosse stata di carattere pacioso e bonario, votata più al comfort che alle accelerazioni brucianti.

#### Allestimenti
La Simca Vedette fu proposta già al debutto in tre versioni:
- Trianon , ossia la versione economica, con allestimento semplificato: carrozzeria in tinta unita, gamma ristretta di tinte carrozzeria e di colori per i rivestimenti interni, pneumatici senza fianchi bianchi, assenza di decorazioni cromate sulla carrozzeria, copricerchi dal disegno più semplice;
- Versailles, la versione di mezzo, impreziosita da inserti cromati, copricerchi con fregio "V8" e strumentazione di livello superiore rispetto alla Trianon;Simca Vedette Régence

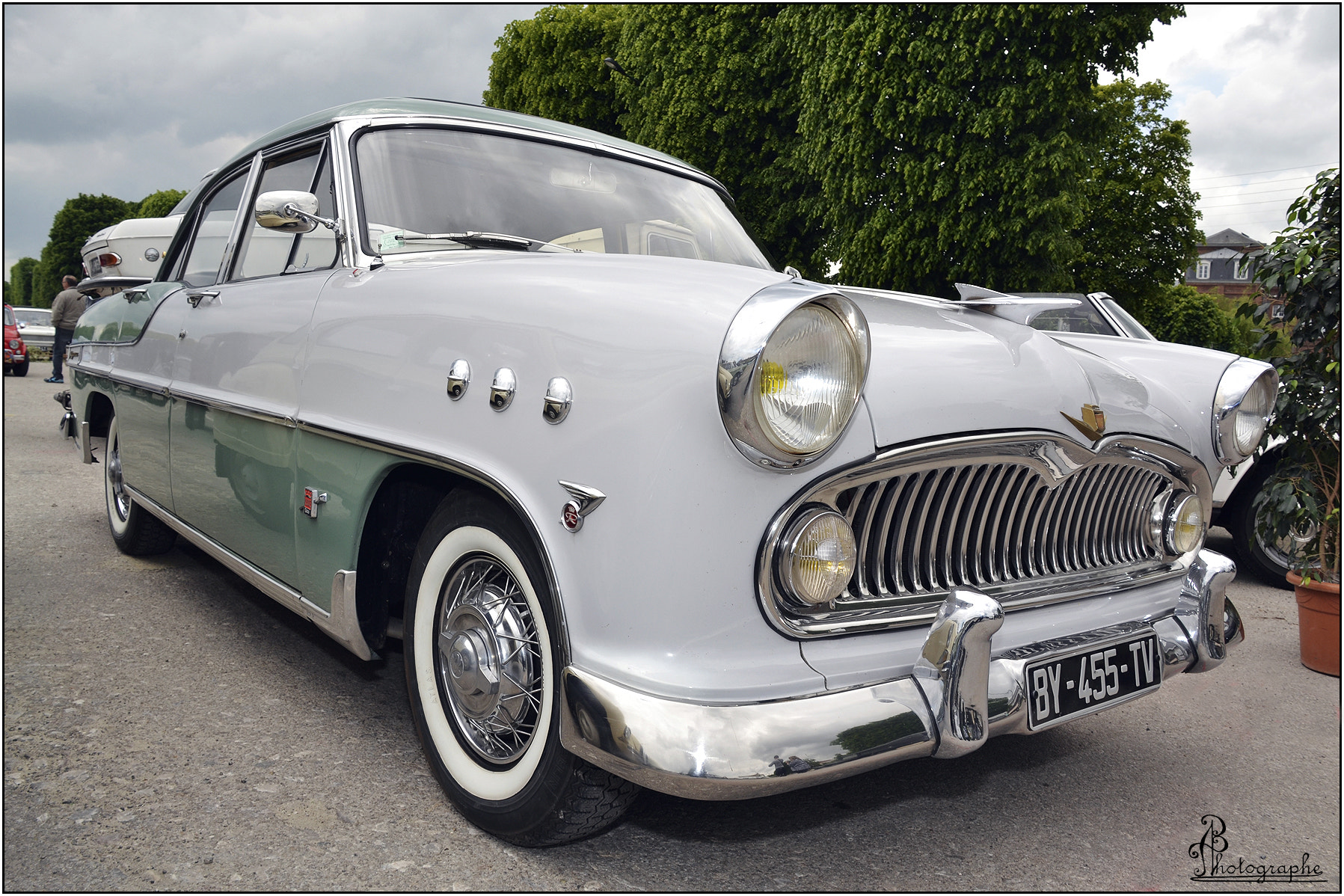
Simca Vedette Régence

- Régence, la versione di punta, con allestimento più lussuoso, comprendente un maggior numero di dettagli cromati e soprattutto la verniciatura bicolore.

Tali appellativi furono dei piccoli espedienti scelti per rendere la vettura un po' più "francese", più familiare al pubblico e, quindi, da esso più apprezzabile.

Nonostante questi tre livelli di allestimento fossero già stati presentati al Salone di Parigi del 1954, l'allestimento di base Trianon giunse sul mercato con un ritardo di due o tre mesi rispetto agli altri due: infatti, mentre le versioni Versailles e Régence erano già ordinabili ed in produzione, le prime Trianon non uscirono dalle linee di montaggio prima del 5 febbraio del 1955.

### Evoluzione

#### Prima serie

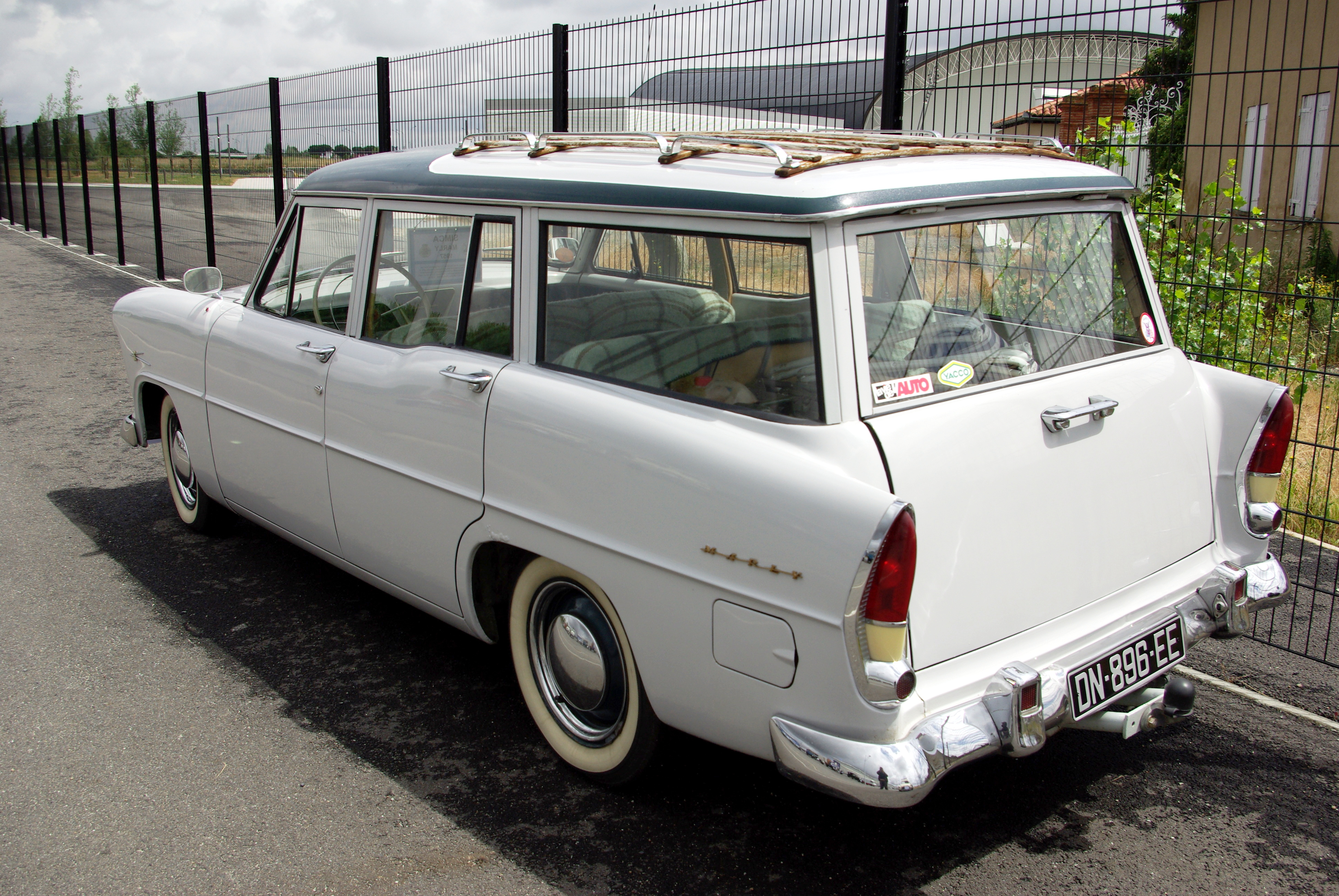
Simca Vedette Marly

La produzione della Vedette fu quindi avviata subito dopo la presentazione di fine 1954: nello stesso periodo stavano ultimandosi gli studi per la realizzazione della versione giardinetta: tra novembre e dicembre vennero approntati i primi tre prototipi. La giardinetta definitiva venne svelata al pubblico un anno dopo, in occasione del nuovo Salone di Parigi, nell'ottobre del 1955. Nacque così la Vedette Marly, con la quale la Simca ruppe almeno due schemi: il primo fu quello di proporre per la prima volta in Francia una giardinetta di fascia alta e il secondo fu quello di proporre una giardinetta con mire altolocate, dal momento che fino ad allora le giardinette erano considerate solamente come veicoli commerciali o comunque dall'impostazione piuttosto semplice. Il livello di finitura della Marly era del resto identico a quello della Versailles. Per l'occasione, tutta la gamma ricevette aggiornamenti di dettaglio un po' ovunque: in particolare, la Trianon divenne ancora più spoglia e dovette quindi rinunciare ai rostri sui paraurti e alle cornici cromate su parabrezza e lunotto, mentre le altre due versioni videro l'arrivo del bracciolo posteriore e la Régence beneficiò anche del bracciolo anteriore e dell'autoradio.

Nel luglio del 1956, la gamma ricevette un nuovo impianto elettrico da 12 V in sostituzione del vecchio impianto da 6 V. Contemporaneamente le versioni berlina videro l'arrivo di nuovi fari posteriori denominati Rubis. Vi furono anche aggiornamenti all'avantreno e all'impianto frenante, in maniera tale da migliorare il comportamento su strada e la sicurezza della vettura.
La Vedette aveva il suo punto di forza nell'elevato comfort di guida e ciò permise alla vettura di ottenere un discreto successo: nel primo anno e mezzo di produzione ne vennero assemblate quasi 80 000. In alcuni mercati, però, la Vedette continuò ancora a essere prodotta con il marchio della Ford francese. Nonostante un certo consenso riscosso dalla Vedette, a un certo punto le vendite cominciaromno a calare, ma la colpa non era tanto da attribuire alla vettura in sé, quanto al manifestarsi della Crisi di Suez, con conseguente aumento del prezzo del petrolio, il che penalizzava le vetture di grossa cilindrata, come la Vedette.Fu prodotta anche una versione Ambulanza, ricavata dalla versione giardinetta

#### Seconda serie
Nell'ottobre del 1957 venne presentata a Parigi la seconda serie della Vedette, voluta dal patron della Simca, Enrico Teodoro Pigozzi, per distaccarsi da quell'atteggiamento di eccessiva cautela tenuto a suo tempo dalla Ford SAF, atteggiamento che finì inevitabilmente per ripercuotersi sulla qualità e sui contenuti della Vedette stessa (sia Ford che Simca). Il ridisegnamento del corpo vettura fu affidato dal Pigozzi, di chiara origine italiana, a un altro esponente dell'"Italia automobilistica che fu", ossia Fabio Luigi Rapi, il quale si produsse in uno dei suoi ultimi lavori alla Simca (nel 1958 sarebbe approdato all'Autobianchi). Esternamente, la seconda serie della Simca Vedette era immediatamente riconoscibile per il corpo vettura allungato di 23 cm e per la presenza di pinne posteriori più pronunciate, molto in voga in quel periodo, specie oltreoceano, ma che comunque stavano diffondendosi anche in Europa (basti pensare alla Mercedes-Benz W111 o alle "nostrane" Alfa Romeo 2000 e Fiat 1500 L, 1800, 2100 e 2300). Tra le altre caratteristiche vanno senz'altro citati i fari anteriori di diametro leggermente superiore e il cui alloggiamento è stato ridisegnato; ristilizzati anche la calandra e i fari posteriori, mentre la nervatura centrale cromata non va più a spegnersi in basso verso il passaruota anteriore come nella prima Vedette, ma prosegue diritta verso i fari anteriori; presenti anche un cofano motore più spiovente, un tetto ridisegnato e un parabrezza panoramico.

Dal punto di vista della meccanica, il V8 da 2351 cm³ guadagnò in potenza, passando da 80 a 84 CV, mentre vennero apportate migliorie alle sospensioni e soprattutto ai freni, grazie all'adozione di nuovi cerchi da 15 pollici che permisero il montaggio di nuovi tamburi di diametro maggiorato.

Mutarono anche le denominazioni delle varie versioni. La Beaulieu prese il posto della Versailles, la Chambord prese il posto della Régence e comparve un nuovo allestimento ancor più lussuoso, denominato Présidence, riconoscibile per la ruota di scorta alloggiata all'esterno del portello del bagagliaio e per il paraurti posteriore allungato in modo da integrare anche i due terminali di scarico. Solo la giardinetta Marly conservò la denominazione originale. Quanto alla Trianon, meno apprezzata, essa venne cancellata dalla gamma della Vedette e fu sostituita invece dalla Ariane 8.

Dall'ottobre del 1958, la Vedette poteva essere richiesta anche con il nuovo cambio automatico Rushmatic a 4 rapporti. Questo optional avrà un discreto seguito. Nello stesso anno, la Simca passò sotto il controllo della Chrysler, ed in particolare della sussidiaria europea della più piccola tra le "big-three".

Ma dal 1959, la Vedette ebbe un improvviso declino di vendite e alla Simca, consci del fatto che la vettura stava completando il suo ciclo vitale, si prepararono al "dopo-Vedette", che in realtà non sarebbe mai avvenuto, se non diversi anni dopo, con l'arrivo dei modelli Simca-Chrysler 160, 180 e 2 Litres.

Negli ultimi anni della carriera della Vedette, la gamma verrà via via sempre più ridotta, fino al 1961, anno in cui la Vedette verrà tolta di produzione. Ma le sue linee di montaggio verranno comunque trasferite in Brasile, dove la Vedette verrà prodotta, con carrozzeria aggiornata ai tempi, come Simca Alvorada e Simca Esplanada fino al 1970.

## Curiosità

### Il viaggio in URSS
La Vedette è celebre per essere stata la macchina utilizzata da Dominique Lapierre e Jean-Pierre Pedrazzini nel loro viaggio attraverso l'URSS di Chruščёv nel 1956. I due giornalisti di Paris Match, alla guida della Simca gialla e nera hanno viaggiato per tredicimila chilometri attraverso la Germania e la Polonia, fino a Mosca, al Mar Nero e alla Georgia mettendo a dura prova la macchina su strade dissestate e addirittura guadando torrenti. In questo viaggio hanno dovuto spesso utilizzare carburante per aerei o per trattori, essendo questo l'unico disponibile poiché ai tempi in tutta l'URSS c'era una sola pompa di benzina ad adeguato numero di ottani, a Mosca.

Il viaggio è descritto nel libro "C'era una volta l'URSS", di Dominique Lapierre.

### Il cinema
Una Vedette in versione Régence fu scelta dalla nota attrice italiana Gina Lollobrigida per compiere un viaggio a Parigi allo scopo di promuovere anche oltralpe il suo ultimo film Pane, amore e gelosia, realizzato proprio nel 1954. In questo modo, sia l'attrice che la Casa di Nanterre ebbero modo di pubblicizzare i loro prodotti, ottenendo reciproci benefici.
Una Vedette Trianon in versione taxi apparve anche nel film Folies-Bérgere del 1956, con Zizi Jeanmarie ed Eddie Constantine.
Appare inoltre una Vedette Chambord nel film (e in primo piano nel trailer) Callas - Parigi 1958.

### La politica
La Vedette fu utilizzata anche da esponenti politici di rilievo: il generale De Gaulle, che non fece mai mistero di preferire le Citroën, ebbe in realtà a sua disposizione diverse Simca Vedette per effettuare i suoi spostamenti. Inoltre, anche il cancelliere tedesco Konrad Adenauer utilizzò una Vedette per spostarsi nel paese transalpino durante la sua visita in Francia nel 1959.